# King's Men
The King's Men fue una compañía de teatro en la que William Shakespeare trabajó a lo largo de su carrera. Anteriormente conocida como Lord Chamberlain's Men durante el reinado de Isabel I de Inglaterra, pasó a llamarse The King's Men cuando Jacobo I de Inglaterra accedió al trono en 1603. Fue la compañía más exitosa de Londres.